# 3Below: Tales of Arcadia
3Below: Tales of Arcadia (en España Los 3 de Abajo: Cuentos de Arcadia, y en Hispanoamérica Los 3 de Abajo: Relatos de Arcadia) es una serie de animación por ordenador de fantasía y ciencia ficción fantástica estadounidense producida por DreamWorks Animation, y es la segunda entrega de la trilogía Tales of Arcadia de Guillermo del Toro. La primera parte de la serie se estrenó el 21 de diciembre de 2018 en Netflix y la segunda parte se estrenó el 12 de julio de 2019.

## Trama
Dos alienígenas de la realeza y sus guardaespaldas escapan de su planeta de origen y aterrizan en la Tierra, en la ciudad de Arcadia. Allí, los alienígenas se adaptan a la cultura humana e intentan arreglar su nave espacial para regresar y recuperar su planeta natal, que fue tomado por un dictador malvado.

## Reparto
| Personaje                                    | Actor original (EE. UU.) | Actor de doblaje (Hispanoamérica) | Actor de doblaje (España) |
| -------------------------------------------- | ------------------------ | --------------------------------- | ------------------------- |
| Príncipe Krel Tarron                         | Diego Luna               | Víctor Ugarte                     | Masumi Mutsuda            |
| Princesa Aja Tarron                          | Tatiana Maslany          | Danann Huicochea                  | Nerea Alfonso             |
| Reina Coranda Tarron                         | Tatiana Maslany          | Gisella Ramírez                   | Cristina Mauri            |
| Comandante Varvatos Vex                      | Nick Offerman            | Jesús Cortes                      | Juan Carlos Gustems       |
| Madre                                        | Glenn Close              | Rebeca Patiño                     | Esther Solans             |
| General Morando                              | Alón Aboutboul           | Enrique Cervantes                 | Ricky Coello              |
| Zadra                                        | Hayley Atwell            | Rosalba Sotelo                    | Silvia Castelló           |
| Rey Fialkov Tarron                           | Andy García              | Gerardo Reyero                    | Eduard Itchart            |
| Stuart                                       | Nick Frost               | Manuel Campuzano                  | Alex Messeguer            |
| Steven "Steve" Palchuk                       | Steven Yeun              | Alejandro Orozco                  | Marc Torrents Manresa     |
| Elijah "Eli" Pepperjack                      | Cole Sand                | Gerardo Mendoza                   | Alex Molina               |
| James "Jim" Lake Jr.                         | Emile Hirsch             | Alan Fernando Valázquez           | Marc Gómez                |
| Claire Nuñez (Clara Nuñez en Hispanoamérica) | Lexi Medrano             | Alondra Hidalgo                   | Geni Rey                  |
| Tobias "Toby" Domzalski                      | Charlie Saxton           | Gerardo Alonso                    | Marcel Navarro            |
| Blinkous "Blinky" Galadrigal                 | Kelsey Grammer           | Humberto Solórzano                | Antonio Esquivias         |
| "AAARRRGGHH!!!"                              | Fred Tatasciore          | Dafnis Fernández                  | Ángel del Río             |
| Darci Scott                                  | Yara Shahidi             | Fernanda Robles                   | Teresa Manresa            |
| Entrenador Lawrence                          | Thomas F. Wilson         | Leonardo García                   | Juan Miguel Valdivieso    |
| Sr. Karl Uhl                                 | Fred Tatasciore          | Sergio Gutiérrez Coto             | Juan Miguel Valdivieso    |
| Shannon Longhannon                           | Bebe Wood                | Angélica Villa                    | Teresa Manresa            |
| Mary Wang                                    | Lauren Tom               | Jocelyn Robles                    | Lara Ullod                |
| Zeron Alpha                                  | Darin De Paul            | Jorge Badillo                     | Xavi Fernández Ruiz       |
| Zeron Omega                                  | Ann Dowd                 | Rommy Mendoza                     | Nuria Llop                |
| Papá Blanco / Ricky Blanco                   | Tom Kenny                | Mauricio Pérez                    | Aleix Estadella           |
| Mamá Blanco / Lucy Blanco                    | Cheryl Hines             | Gaby Beltrán                      | María Moscardó            |
| Coronel Kubritz                              | Uzo Aduba                | Alejandra de la Rosa              | Teresa Manresa            |
| Nancy "Nana" Domzalski                       | Laraine Newman           | Norma Iturbe                      | Gloria González           |
| Srta. Janeth                                 | Laraine Newman           | Gaby Cárdenas                     | Gloria González           |
| Jerry                                        | Reginald VelJohnson      | Óscar Gómez                       | Gerard Clos               |
| Phil                                         | J. B. Smoove             | Pedro D'Aguillón Jr.              | Xavi Fernández Ruiz       |
| Sr. Johnson                                  | Matthew Waterson         | Raúl Solo                         | Javier Viñas              |
| Detective Scott                              | Ike Amadi                | Óscar Flores                      | Santi Lorenz              |